# Die unbewohnbare Erde
Die unbewohnbare Erde ist der Titel eines Artikels im New York Magazine aus dem Jahr 2017 und eines Buches aus dem Jahr 2019, beide verfasst vom US-amerikanischen Journalisten David Wallace-Wells. Die amerikanische Originalausgabe trägt den Titel The Uninhabitable Earth: Life After Warming und ist bei Tim Duggan Books erschienen. Der Untertitel des Buches in der deutschsprachigen Ausgabe lautet Leben nach der Erderwärmung.

## Prolog
Zwar werden verschiedene Aspekte der Klimakrise in den Medien häufig thematisiert, doch wie sich die Lebensumstände auf der Erde in den nächsten Jahrzehnten im Detail verändern könnten, spielt in der öffentlichen Diskussion eine eher untergeordnete Rolle. David Wallace-Wells hat konkrete Szenarien für eine möglicherweise unerträgliche Zukunft entwickelt. Der Autor bekennt: „Ich bin kein Umweltschützer und sehe mich nicht einmal als Naturliebhaber“. Er wollte nicht über die wissenschaftlichen Aspekte der Erderwärmung schreiben, beispielsweise die exakten physikalischen Folgeerscheinungen der Kohlenstoffdioxid-Emissionen. Seine Texte beruhen jedoch auf Forschungen und Prognosen anerkannter Wissenschaftler. Daraus entwickelte der Journalist Szenarien, welche konkreten Auswirkungen die Erderhitzung auf die Biosphäre und auf menschliche Gesellschaften haben könnte. Der Autor beschreibt die schlimmstmöglichen Folgen im Rahmen verschiedener Worst Case-Szenarien, zeigt sich jedoch optimistisch, dass die Menschheit in der Lage sein wird, die kommende Krise zu bewältigen.

## Kernthesen des Artikels
Titelbild des New-York-Magazine-Artikels ist die Darstellung eines männlichen Skeletts mit Sonnenbrille. Die Resonanz auf den Artikel sprengte sämtliche Erwartungen, er wurde zum meistgelesenen Artikel dieser Publikation.

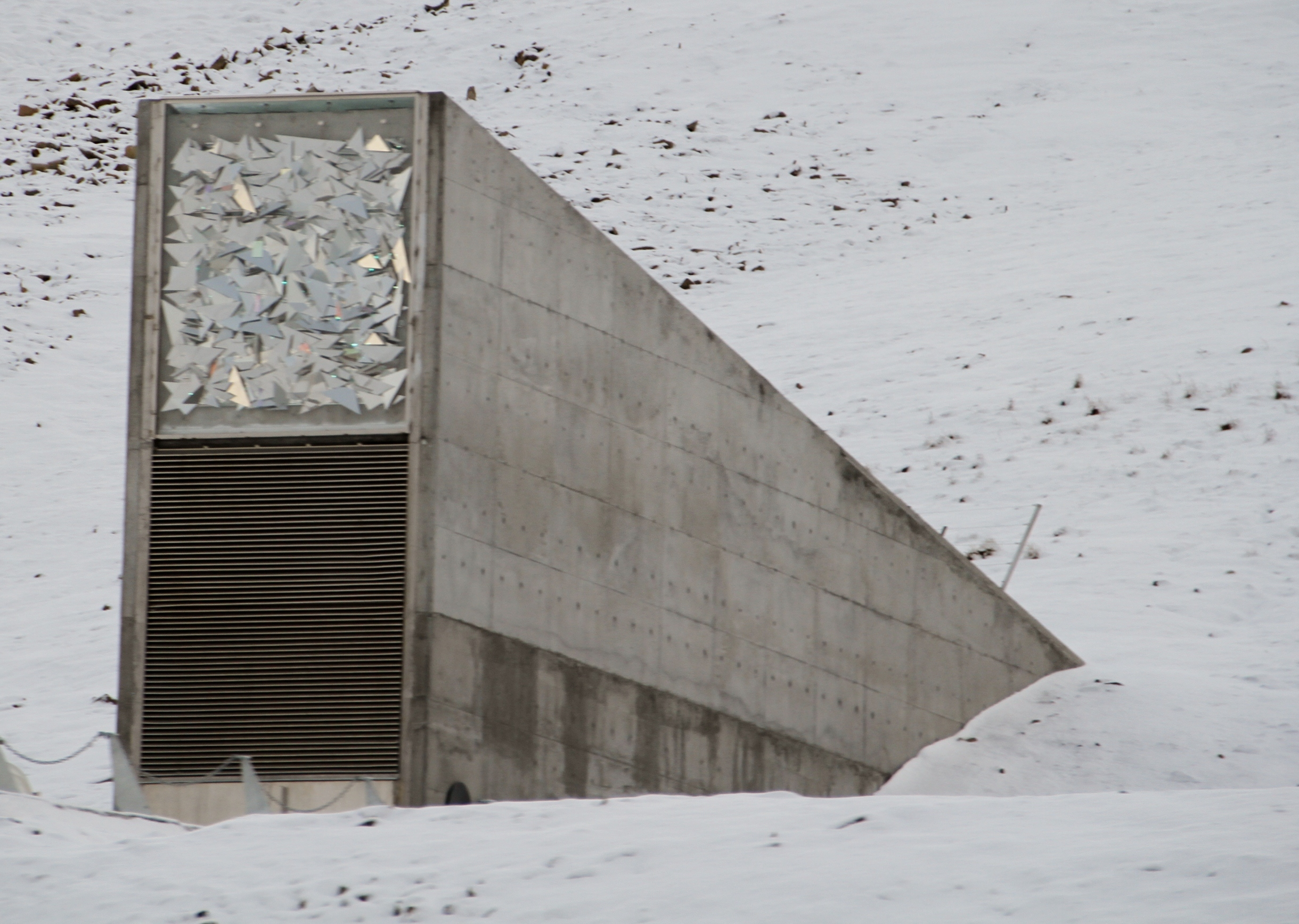
Svalbard Global Seed Vault, weltweites Saatgut-Reservoir in Nordnorwegen

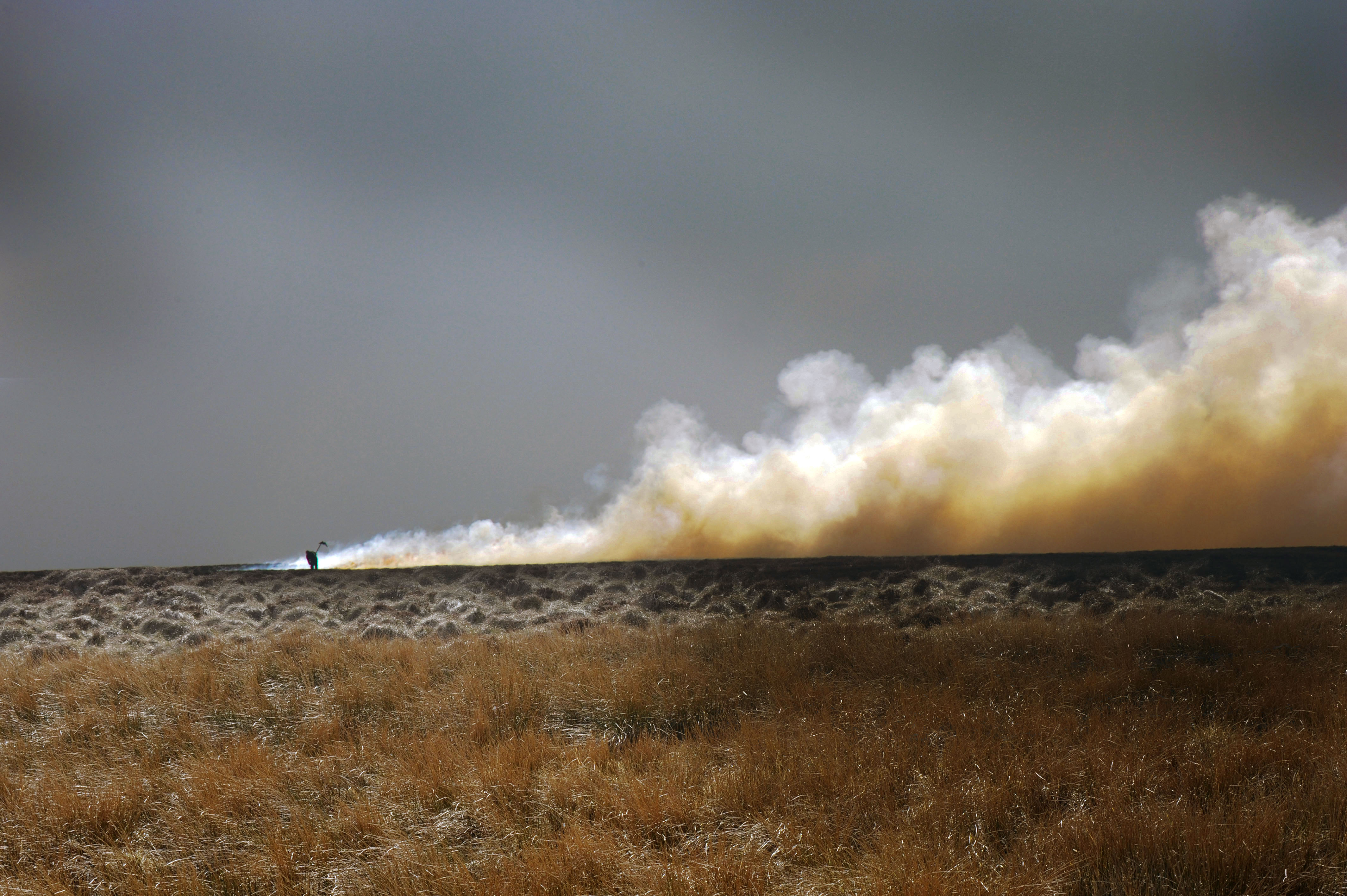
Brennende Felder in Holmfirth

„Es ist, das verspreche ich, schlimmer als Sie denken.“ Mit diesem Satz beginnt der erste Abschnitt über die von Menschenhand geschaffene Apokalypse, die sich, so der Autor, deutlich angekündigt hat. Er beschreibt die Probleme des Svalbard Global Seed Vault, eines weltweiten Saatgut-Tresors auf Svalbard in Norwegen, erbaut 2006 und 2007, in dem es wegen des durch den Klimawandel verursachten Auftauens der Permafrostumgebung zu massiven Statikproblemen kam. Er sieht das Schicksal dieser Rettungsstruktur als Metapher für das der Erde. Er erinnert daran, dass im arktischen Permafrost 1,8 Billionen Tonnen Kohlenstoff gespeichert sind, mehr als doppelt so viel wie derzeit in der Erdatmosphäre schwebt, und wie dessen Freisetzung den Klimawandel beschleunigen kann. Die Sprache des Autors ist klar und unmissverständlich: „Die meisten Menschen reden, als hätten Miami und Bangladesch noch Überlebenschancen. Die meisten Wissenschaftler, mit denen ich gesprochen habe, gehen davon aus, dass wir sie innerhalb des Jahrhunderts verlieren werden, auch wenn wir im nächsten Jahrzehnt aufhören, fossile Brennstoffe zu verbrennen.“
Doomsday steht im Englischen für den Weltuntergang, für das Jüngste Gericht. Der Spitzname des norwegischen Saatgut-Tresors war „Doomsday“. Wallace-Wells zitierte weiters die Szenarien des Weltklimarats (IPCC), die im ungünstigsten Fall (repräsentativer Konzentrationspfad RCP 8.5) einen Temperaturanstieg von 2,6 bis 4,8 °C bis zum Ende des 21. Jahrhunderts veranschlagen, wenn die gegenwärtigen Emissionen nicht drastisch verringert werden. Als oberen möglichen Wert prognostiziert der IPCC bis zu acht Grad, wobei die Folgen des schmelzenden Permafrosts noch nicht eingerechnet wurden. Der Autor erinnerte weiters an das Perm-Trias-Ereignis vor rund 252 Millionen Jahren, in dessen Verlauf etwa 95 Prozent der marinen Lebensformen und 75 Prozent der Landfauna ausstarben.

## Rezeption
Laut einer Rezension des Österreichischen Rundfunks biete das Buch keine dezidierten Lösungen an. Lediglich Steuern, öffentliche Investitionen in alternative Energien und vor allem die Wahl von Regierungen mit klimafreundlichen Agenden würden hervorgehoben. Der Autor werte individuelle Konsumentscheidungen wie den Verzicht auf Plastiktrinkhalme oder auch einen veganen Lebensstil eher als Ablenkung und als Ersatz für politisches Handeln.
In einem offenen Brief lobten ihn zwar drei namhafte Akademiker für die drastisch beschriebenen Szenarien, widersprachen hingegen dem Optimismus und dem Glauben an die mögliche Rettung des Planeten. Insbesondere seien die Perspektiven des Geoengineering zu optimistisch dargestellt. Um eine Klimakatastrophe zu vermeiden, müsse der Gesellschaft vielmehr vor Augen geführt werden, dass ein Kollaps (some kind of eco-induced societal collapse) inzwischen nicht nur möglich, sondern auch wahrscheinlich sei.

## Auszeichnung
Das Buch ist auf der Bestsellerliste der New York Times und wurde als Books of The Times ausgezeichnet. Die überregionale deutsche Wochenzeitung Der Freitag wählte das Buch zum Buch der Woche.

## Artikel
- The Uninhabitable Earth – David Wallace-Wells, Artikel in der Onlineausgabe der New York
  - Auf Deutsch am 8. September 2017 in der Freitag veröffentlicht: Der Planet schlägt zurück (Übersetzung von Zilla Hofman, Holger Hutt)

## Deutschsprachige Buchausgabe
- Die unbewohnbare Erde. Leben nach der Erderwärmung. Aus dem Amerikanischen von Elisabeth Schmalen. Ludwig Verlag, München 2019, ISBN 978-3-453-28118-9.